# Maand van het Spannende Boek
De Maand van het Spannende Boek, later De Spannende Boekenweken genoemd en sinds 2023  de Thriller Weken, is een promotiecampagne in de maand juni van de Stichting Collectieve Propaganda van het Nederlandse Boek in boekhandels en bibliotheken. Het is een themamaand om de literaire genres van 'spannende boeken' (detectives, thrillers) te promoten. Na beoordeling door een lezersjury wordt jaarlijks de 'Hebban Thrillerprijs' uitgereikt.

## Geschiedenis
De Maand van het Spannende Boek is in 1989 naamloos begonnen. In mei 1989 werd door de Stichting CPNB publicitair extra aandacht besteed aan 'het spannende boek'. Er werd een boek van Tomas Ross in de handel gebracht, Mode voor Moskou, te koop voor een gereduceerde prijs (f 4,95). Het laatste hoofdstuk werd achterwege gelaten, en er werd een prijsvraag aan verbonden: 'Wie is de moordenaar?' De hoofdprijs was een 'Detectiveweekend-voor-twee' in Engeland ter waarde van f 2499,-. De onthulling van de dader en de bekendmaking van de winnaar vonden plaats in het NOS-televisieprogramma TV 3 op 23 mei 1989. Het laatste hoofdstuk kon daarna op vertoon van een bon worden afgehaald bij de boekverkopers. In hetzelfde programma werd ook de Gouden Strop uitgereikt.
De actie was een succes, en het jaar daarop werd opnieuw een 'promotie-periode' ingesteld: 21 mei t/m 27 juni 1990. Dit keer werd gekozen voor een geschenk, net zoals bij de Boekenweek en de Kinderboekenweek. Het was het boekje En een persconferentie tot slot..., een simpele geniete uitgave van 32 bladzijden. Ook hieraan werd een prijsvraag verbonden: 'Wie schreef deze bloedstollende voetbalthriller?' Dit keer bestond de hoofdprijs uit twee kaartjes voor de finale van het Wereldkampioenschap voetbal in Rome op 8 juli. Er kon worden gekozen uit: David Endt (persvoorlichter Ajax, schrijver van onder andere De schaduwen van San Siro), Arie Haan (ex-voetballer, trainer), Youp van 't Hek (cabaretier, columnist over sport in NRC Handelsblad), Kees Jansma (hoofd NOS Studio Sport, columnist in Voetbal International), Theo Joekes (schrijver van onder andere de detective Moord in de Ridderzaal en de roman Het vertrek) en Jan Mulder (ex-voetballer, columnist over sport in de Volkskrant). De onthulling van de naam van de auteur en de bekendmaking van de winnaar vonden plaats in de Prime Time Show van RTL Véronique op 28 juni.
In 1991 werd gekozen voor een vaste maand (juni) en voor een vaste naam (Maand van het Spannende Boek). Dit keer werd weer gekozen voor een promotie-uitgave voor een gereduceerd bedrag (f 5,-). Broeinest van Frederick Forsyth was een speciaal voor de Stichting CPNB bewerkt en afgerond deel van zijn nieuwe boek De verrader dat in juli 1991 verscheen bij Uitgeverij Bruna als vertaling van The Deceiver. Bijgeleverd werd een boekje met kortingbonnen van f 5,- per stuk voor 19 andere 'spannende boeken'. Het concept van de 'prijsvraag' werd verlaten.
In 1992, 1993 en 1994 werd de 'Maand' op dezelfde manier vormgegeven: een boekje voor een gereduceerd bedrag (f 5,-) en een boekje met kortingbonnen van f 5,- per stuk voor (in het vervolg) 20 andere 'spannende boeken'.
In 1995 werd definitief gekozen voor een geschenk, bij een minimum aankoop van f 29,50 aan Nederlandstalige boeken. Het eerste geschenk was In de val van Dean Koontz. In 1998 werd een poging gedaan om ook kinderen bij de promotie te betrekken (het boekje Het uur van de haan van Thea Dubelaar, te koop voor f 1,-), maar dit kreeg geen vervolg.
In 2004 werd het minimale aankoopbedrag wat verlaagd (van 13,45 euro - dit was ongeveer het oude limietbedrag van f 29,50 - naar 12,50 euro). In dat jaar werden ook de openbare bibliotheken bij de actie betrokken, met een (voor bibliotheekleden) gratis uitgave: Plaatsen van misdaad. Fragmenten uit dertien topthrillers. In 2005 en 2006 volgden nog twee uitgaven: In eigen kring. Fragmenten uit tien topthrillers (2005) en Goed fout. Fragmenten uit misdaadverhalen van bekroonde auteurs (2006). In 2011 verscheen Stille getuigen: sporen van misdaad in 25 verhalen van de beste thrillerauteurs van dit moment.
Vanaf 2007 wordt in de Maand van het Spannende Boek een speciale avond verzorgd, genaamd Avond van het Spannende Boek: The Power Of Plots. De eerste avond was 20 juni 2007. In de volgende jaren werd de avond verschoven naar het begin van de maand: 3 juni 2008, 2 juni 2009, 1 juni 2010.

## Geschenkboeken
In de Maand van het Spannende Boek wordt, net als tijdens de Boekenweek, een geschenkboek weggegeven bij besteding van een bepaald bedrag. Dit waren:
- 2020: Wat jij niet ziet, M.J. Arlidge
- 2019: Dolores Dolly Poppedijn, Thomas Olde Heuvelt
- 2018: Barst, Boris O. Dittrich
- 2017: De vrouw in de blauwe mantel, Deon Meyer
- 2016: Vector, Simon de Waal
- 2015: Grijs gebied, Marion Pauw
- 2014: Incendio, Tess Gerritsen
- 2013: Nooit alleen, Loes den Hollander
- 2012: De ooggetuige, Simone van der Vlugt
- 2011: Versluiering, Rita Monaldi en Francesco Sorti
- 2010: Onmacht, Charles den Tex
- 2009: Erken mij, Esther Verhoef
- 2008: Onbegrepen, Karin Slaughter
- 2007: Afgunst, Saskia Noort
- 2006: Schuld & Boete, Ian Rankin
- 2005: Als broer en zus, René Appel
- 2004: Het graf, Henning Mankell
- 2003: De klokkenluider, Tomas Ross
- 2002: Verlies, Nicci French
- 2001: Dovemansoren, Rinus Ferdinandusse
- 2000: Nachtwerk, David Baldacci
- 1999: De tondeldoos, Minette Walters
- 1998: Gedumpt, James Ellroy
- 1997: Rookgordijn, Phillip Margolin
- 1996: Betrapt, Elizabeth George
- 1995: In de val, Dean Koontz
- 1994: Autopsie, Robin Cook
- 1993: Goudkoorts op de renbaan, Dick Francis
- 1992: Dolan's Cadillac, Stephen King
- 1991: Broeinest, Frederick Forsyth
- 1990: En een persconferentie tot slot..., Kees Jansma
- 1989: Mode voor Moskou, Tomas Ross'

## Maand van het christelijke spannende boek
Al jaren wordt in de maand juni ook in de christelijke boekhandels speciale aandacht besteed aan spannende boeken. Thrillers, fantasyboeken en spannende romans staan dan extra in het zonnetje. De christelijke boekhandels hebben een eigen (christelijk) actieboek dat in juni cadeau gegeven wordt bij een van de speciaal uitgekozen spannende 'toptitels'.